# Sergei Skripal
Sergei Viktorovich Skripal (em russo:  Сергей Викторович Скрипаль; Kaliningrado, 23 de junho de 1951) é um ex-oficial de inteligência militar russo que atuou como um agente duplo para os serviços de inteligência britânicos durante a década de 1990 e início de 2000. Em dezembro de 2004, ele foi preso pelo Serviço Federal de Segurança da Rússia (FSB) e mais tarde foi condenado por alta traição a 13 anos de prisão. Ele estabeleceu-se no Reino Unido em 2010, após uma troca de espiões do Programa Ilegais.
Em 4 de março de 2018, ele e sua filha Yulia Skripal, que veio de Moscou para visitá-lo, foram envenenados com um agente nervoso Novichok, em Salisbury, Reino Unido. Até 15 de março de 2018, as vítimas permaneciam em condições críticas no Hospital Distrital de Salisbury. O envenenamento está sendo investigado como uma tentativa de assassinato. Pouco depois do incidente, o governo russo disse que não tinha informações sobre a nacionalidade de Sergei Skripal; a polícia britânica disse que ele era cidadão britânico. O governo britânico culpa o presidente russo Vladimir Putin pelo ataque. Em 14 de março, o governo britânico anunciou que expulsaria 23 diplomatas russos em resposta ao envenenamento.